# Hyacinthe Hauzeur
Pour les articles homonymes, voir Hauzeur.
Hyacinthe Hauzeur (Ciney 28 octobre 1804 - † Ciney (Biron), 16 mai 1882) était un peintre paysagiste belge, élève de son cousin Ansiaux.

## Biographie
Il est apparenté à la famille Hauzeur venant de Liège et du pays de Herve dont fait partie Mathias Hauzeur.
Il avait trois frères:
- Nicolas-Remy Hauzeur (Ciney, 1807-1872, Lavacherie), juriste, membre de la Société archéologique de Namur et chevalier de l'Ordre de Léopold.
- André-François-Joseph Hauzeur (1808-1890), chevalier de l'Ordre de Léopold, Vicaire général de Namur.
- Jean-Joseph-Antoine Hauzeur (Ciney, 9 mai 1811-?), marié à (18 juli 1848) Julie Colle (Ambly, 24 december 1826 - ?), fille de Jacques Antoine Colle et de Marie Antoinette Gregoire.

Il se maria à Eléonore-Lambertine-Joseph Henin, (Ciney, 2 juillet 1809 - † Biron, 16 septembre 1873). Elle était la fille du deuxième mariage de Lambert-Dominique Henin, procureur public en 1790, conseiller communal de Ciney en 1791, notaire, bourgmestre-regent, greffier de la haute cour de justice en 1793, conseiller communal en 1803, assistant du bourgmestre de 1804 à 1815, conseiller communal en 1830, notaire de 1801 à 1851, (Ciney 11 février 1769, † 1 juillet 1851), marié en premières noces à Dieudonnée Gillet (1766-1798) et en secondes à Ciney le 18 septembre 1806 à Marie-Lambertine Moreau, (Liège Saint-Remacle-au-Pont 1 mars 1784, † Ciney, 13 janvier 1865), fille de Nicolas-Herman Moreau, échevin de Liège en 1771 et commissaire de la ville de Liège en 1779 et de Marie-Marguerite Jacquet.
Hyacinthe et Eléonore ont eu trois filles et un fils:
- Henri-Joseph-Hyacinthe (1846-?) marié à Marie Boseret.
- Marie-Lambertine-Thérèse (1848-1897) mariée à Jean-Désiré-Charles-Hubert Heptia (de Hepcée) (1839-1908).
- Françoise-Julie (1853-1931) mariée à Charles de Cerf (1853-1915).
- Marie mariée à Eugène Schlögel.

Il réalise notamment cinq tableaux religieux qui ornaient le cœur de la collégiale Saint-Nicolas de Ciney. Il peint aussi des paysages.

## Œuvres

### Exposition de Bruges en 1837
- Le bon Samaritain[3]
- Fontaine de la forêt de Marlagne[3]
- Grotte des bords de la Lesse[3]
- Ruine gothique[3]

### Exposition nationale des Beaux-Arts en 1842
- Une chute d'eau, souvenir des Ardennes[4]
- Un torrent[4]
- Vue des environs de Dinant; soleil couchant[4]

### Galerie

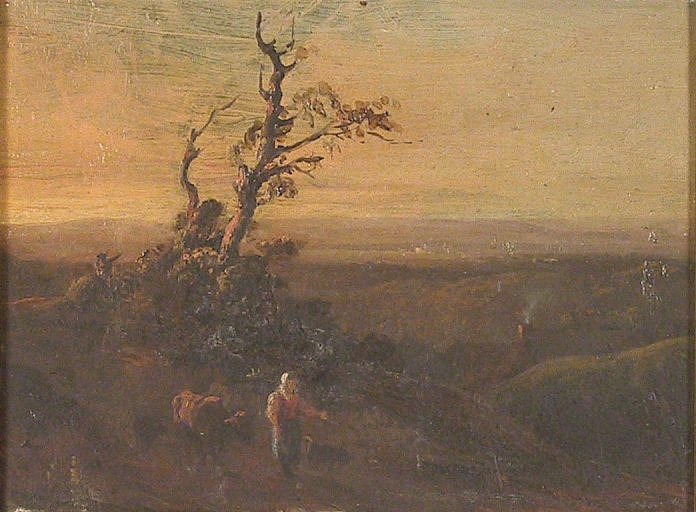
Femme et vache.
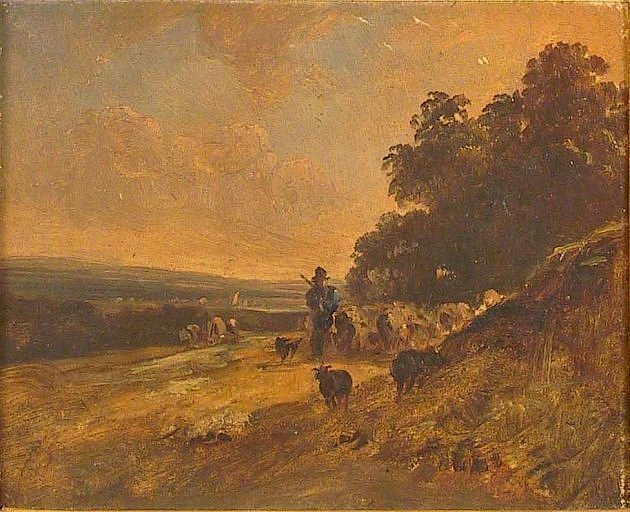
Un berger avec son troupeau.